# (32179) 2000 NC16
2000 NC16 (asteroide 32179) é um asteroide da cintura principal. Possui uma excentricidade de 0.05982260 e uma inclinação de 2.40515º.
Este asteroide foi descoberto no dia 5 de julho de 2000 por LONEOS em Anderson Mesa.